# Domenico Ambrogi
 (juillet 2025).
Pour les articles homonymes, voir Ambrogi.
Domenico Ambrogi (appelé aussi Domenico degli Ambrogi, Menichino ou encore Menghino del Brizio) (né à Bologne, dans les États pontificaux v. 1600 et mort dans cette même ville en 1678) est un peintre baroque du XVIIe siècle.

## Biographie
Domenico Ambrogi, appartient à l'École de peinture de Bologne, élève de Francesco Brizio, Bernardino Baldi et Denis Calvaert.
Il est surtout connu comme décorateur de quadratura.
Gian Antonio Fumiani fut un de ses élèves.

## Sources
- (en) Cet article est partiellement ou en totalité issu de l’article de Wikipédia en anglais intitulé « Domenico Ambrogi » (voir la liste des auteurs).
- Maria Farquhar et Ralph N. Wornum (dir.), Catalogue biographique des principaux peintres italiens, Londres, John Murray, 1855 (lire en ligne), p. 6
- Antonio Bolognini Amorini (Marchese), Vite de Pittori ed Artifici Bolognesi, 1843 (lire en ligne), p. 95-97